# Dr. Seuss

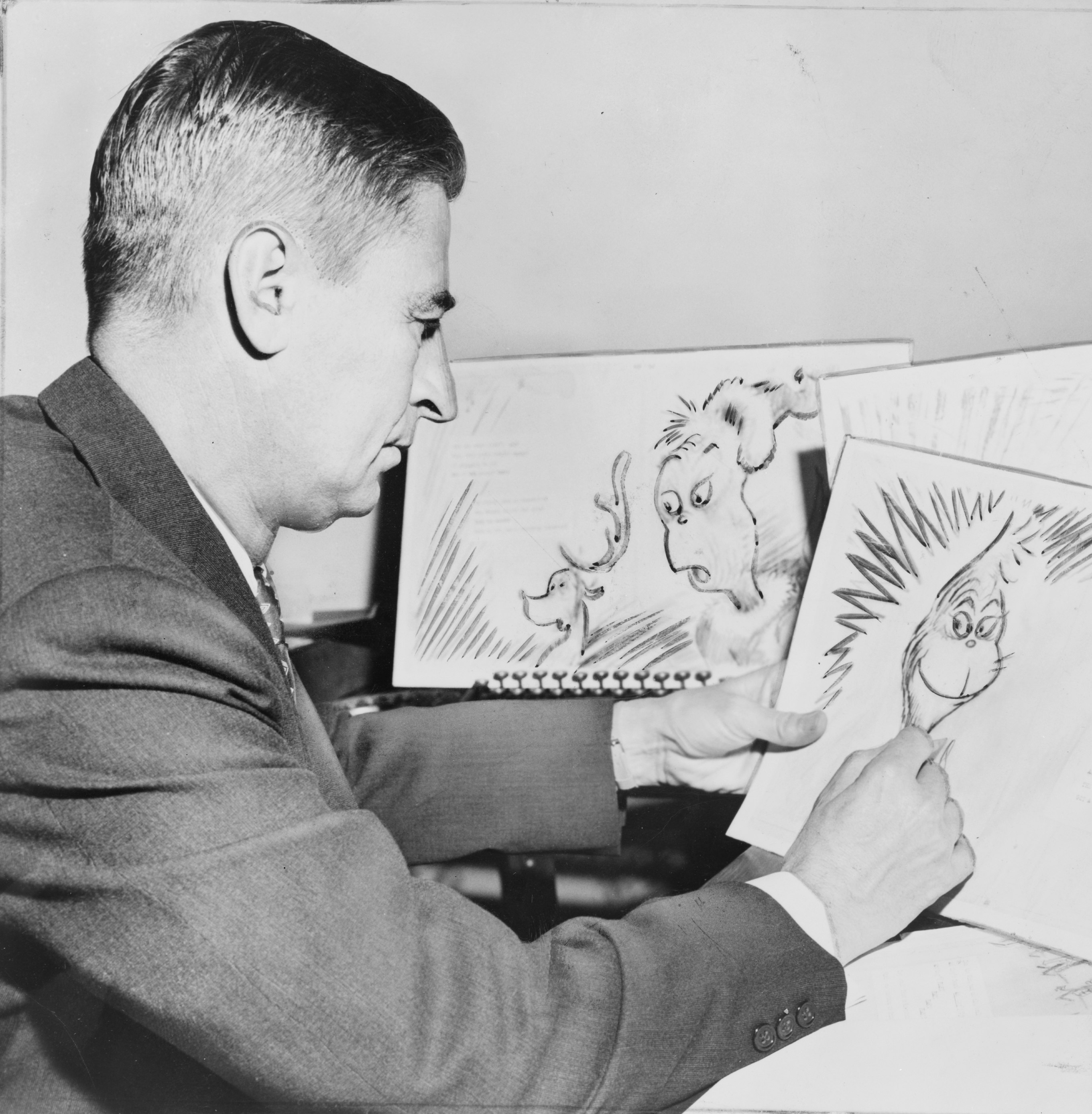
Dr. Seuss rysuje Grincha

Dr. Seuss, właśc. Theodor Seuss Geisel (ur. 2 marca 1904 w Springfield, zm. 24 września 1991 w La Jolla) – amerykański autor książek dla dzieci, które weszły do kanonu literatury tego gatunku. Absolwent Lincoln College na Uniwersytecie w Oksfordzie.

## Twórczość
Był autorem 44 książek dla dzieci, do których sam wykonywał ilustracje. Jego najbardziej poczytną bajką jest The Cat in the Hat (Kot w kapeluszu, polski przekład ze względu na rym zatytułowany Kot Prot) z 1957 roku. Złożona z 223 słów podstawowych, zapoczątkowała serię książek dla dzieci rozpoczynających naukę czytania.
Dr. Seuss zadebiutował w 1937 roku książką And to Think That I Saw It on Mulberry Street (Sam to wszystko widziałem na ulicy Morwowej), która w opinii znawców literatury była takim samym kamieniem milowym w literaturze dziecięcej jak wydana kilkadziesiąt lat wcześniej Alicja w Krainie Czarów Lewisa Carrolla. Ale zanim ją opublikował, została ona odrzucona przez 28 wydawców.
W języku polskim ukazała się druga książka autora, z 1940 roku, Słoń który wysiedział jajko w tłumaczeniu Stanisława Barańczaka.
Łącznie książki Seussa zostały sprzedane w 200 mln egzemplarzy, a kilka książek doczekało się adaptacji filmowej: Jak Grinch ukradł święta (1966), Grinch: Świąt nie będzie (2000), Horton słyszy Ktosia (2008), Lorax (2012), Grinch (2018).
Geisel był liberalnym demokratą i zwolennikiem prezydenta Franklina D. Roosevelta oraz Nowego Ładu. Jego wczesne karykatury polityczne charakteryzowały się żarliwym sprzeciwem wobec faszyzmu i wzywały do działań przeciwko niemu – zarówno przed, jak i po przystąpieniu Stanów zjednoczonych do II wojny światowej. Jego karykatury przedstawiały strach przed komunizmem jako przesadę, znajdując większe zagrożenia w Izba Reprezentantów ds. Działalności Antyamerykańskiej.

## Odznaczenia i nagrody
- Legia Zasługi[6][7]
- Nagroda Pulitzera – 1984[6]
- Nagroda Emmy (dwukrotnie) – 1977, 1982[6]
- Peabody Award – 1971[6]
- Medal Caldecotta[6]
- Gwiazda na Alei Gwiazd Hollywood[6]

## Publikacje
- Sam to wszystko widziałem na ulicy Morwowej (And to Think That I Saw It on Mulberry Street, 1937)
- Słoń, który wysiedział jajko (Horton Hatches the Egg, 1940)
- Kot Prot (The Cat in the Hat, 1957)
- Kot Prot znów gotów do psot (The Cat in the Hat Comes Back, 1958)
- Kto zje zielone jajka sadzone (Green Eggs and Ham, 1960)
- Lorax (The Lorax, 1971)
- Na każde pytanie odpowie czytanie (I Can Read with My Eyes Shut!, 1978)
- Grinch: Świąt nie będzie